# Montestruc-sur-Gers
Montestruc-sur-Gers is een gemeente in het Franse departement Gers (regio Occitanie) en telt 597 inwoners (1999). De plaats maakt deel uit van het arrondissement Condom.

## Geografie
De oppervlakte van Montestruc-sur-Gers bedraagt 16,4 km², de bevolkingsdichtheid is 36,4 inwoners per km².
De onderstaande kaart toont de ligging van Montestruc-sur-Gers met de belangrijkste infrastructuur en aangrenzende gemeenten.

## Demografie
Onderstaande figuur toont het verloop van het inwonertal (bron: INSEE-tellingen).